# Arcidiocesi di Resistencia
L'arcidiocesi di Resistencia (in latino Archidioecesis Resistenciae) è una sede metropolitana della Chiesa cattolica in Argentina. Nel 2022 contava 522.000 battezzati su 645.000 abitanti. È retta dall'arcivescovo Ramón Alfredo Dus.

## Territorio
L'arcidiocesi comprende 9 dipartimenti della provincia del Chaco: Bermejo, General Donovan, Libertad, Libertador General San Martín, Presidencia de la Plaza, Primero de Mayo, San Fernando, Sargento Cabral e Tapenagá.
Sede arcivescovile è la città di Resistencia, dove si trova la cattedrale di San Ferdinando re.
Il territorio si estende su 28.250 km² ed è suddiviso in 31 parrocchie.

### Provincia ecclesiastica
La provincia ecclesiastica di Resistencia, istituita nel 1984, comprende 2 suffraganee:
- diocesi di Formosa,
- diocesi di San Roque de Presidencia Roque Sáenz Peña.

## Storia
La diocesi di Resistencia fu eretta il 3 giugno 1939 con la bolla Ecclesiarum omnium cura di papa Pio XII, ricavandone il territorio dall'arcidiocesi di Santa Fe (oggi arcidiocesi di Santa Fe de la Vera Cruz), di cui originariamente era suffraganea.
Il 5 maggio 1956, con la lettera apostolica Exstat in Reipublicae Argentinae, papa Pio XII proclamò la Beata Maria Vergine Immacolata e San Giuseppe patroni della diocesi.
L'11 febbraio 1957 cedette una porzione del suo territorio a vantaggio dell'erezione della diocesi di Formosa.
Il 10 aprile 1961 entrò a far parte della provincia ecclesiastica dell'arcidiocesi di Corrientes.
Il 12 agosto 1963 cedette un'altra porzione di territorio a vantaggio dell'erezione della diocesi di Presidencia Roque Sáenz Peña (oggi diocesi di San Roque de Presidencia Roque Sáenz Peña).
Il 28 febbraio 1984 è stata elevata al rango di arcidiocesi metropolitana con la bolla Patet territoriorum di papa Giovanni Paolo II.

## Cronotassi dei vescovi
Si omettono i periodi di sede vacante non superiori ai 2 anni o non storicamente accertati.
- Nicolás de Carlo † (1º agosto 1940 - 19 ottobre 1951 deceduto)
  - Sede vacante (1951-1954)
- Enrique Rau † (23 ottobre 1954 - 13 marzo 1957 nominato vescovo di Mar del Plata)
- José Agustín Marozzi † (12 giugno 1957 - 28 febbraio 1984 ritirato)
- Juan José Iriarte † (28 febbraio 1984 - 9 novembre 1991 ritirato)
- Carmelo Juan Giaquinta † (22 marzo 1993 - 1º aprile 2005 dimesso)
- Fabriciano Sigampa † (17 novembre 2005 - 21 febbraio 2013 ritirato)
- Ramón Alfredo Dus, dal 21 febbraio 2013

## Statistiche
L'arcidiocesi nel 2022 su una popolazione di 645.000 persone contava 522.000 battezzati, corrispondenti all'80,9% del totale.
| anno | popolazione | popolazione | popolazione | presbiteri | presbiteri | presbiteri | presbiteri                | diaconi | religiosi | religiosi | parrocchie |
| anno | battezzati  | totale      | %           | numero     | secolari   | regolari   | battezzati per presbitero | diaconi | uomini    | donne     | parrocchie |
| ---- | ----------- | ----------- | ----------- | ---------- | ---------- | ---------- | ------------------------- | ------- | --------- | --------- | ---------- |
| 1950 | 375.000     | 583.000     | 64,3        | 71         | 12         | 59         | 5.281                     |         | 65        | 74        | 24         |
| 1966 | 247.000     | 280.000     | 88,2        | 58         | 15         | 43         | 4.258                     |         | 44        | 47        | 17         |
| 1970 | 280.000     | 325.000     | 86,2        | 57         | 15         | 42         | 4.912                     |         | 45        | 60        | 18         |
| 1976 | 255.000     | 280.000     | 91,1        | 59         | 11         | 48         | 4.322                     |         | 51        | 77        | 21         |
| 1980 | 261.000     | 308.000     | 84,7        | 60         | 12         | 48         | 4.350                     |         | 50        | 79        | 24         |
| 1990 | 303.000     | 354.000     | 85,6        | 58         | 22         | 36         | 5.224                     |         | 38        | 106       | 25         |
| 1999 | 410.000     | 483.200     | 84,9        | 70         | 36         | 34         | 5.857                     | 1       | 43        | 110       | 30         |
| 2000 | 410.000     | 483.800     | 84,7        | 71         | 37         | 34         | 5.774                     | 1       | 52        | 115       | 30         |
| 2001 | 423.700     | 498.505     | 85,0        | 69         | 36         | 33         | 6.140                     | 1       | 55        | 118       | 30         |
| 2002 | 429.000     | 505.465     | 84,9        | 67         | 35         | 32         | 6.402                     | 1       | 48        | 109       | 30         |
| 2003 | 450.000     | 525.000     | 85,7        | 60         | 30         | 30         | 7.500                     | 7       | 45        | 106       | 30         |
| 2004 | 450.000     | 540.000     | 83,3        | 63         | 31         | 32         | 7.142                     | 10      | 49        | 105       | 30         |
| 2010 | 495.000     | 595.000     | 83,2        | 60         | 34         | 26         | 8.250                     | 14      | 34        | 81        | 30         |
| 2014 | 504.500     | 625.600     | 80,6        | 61         | 31         | 30         | 8.270                     | 15      | 32        | 79        | 30         |
| 2017 | 500.000     | 615.000     | 81,3        | 60         | 31         | 29         | 8.333                     | 18      | 31        | 74        | 31         |
| 2020 | 512.900     | 633.800     | 80,9        | 62         | 34         | 28         | 8.272                     | 20      | 28        | 62        | 31         |
| 2022 | 522.000     | 645.000     | 80,9        | 62         | 34         | 28         | 8.419                     | 20      | 28        | 62        | 33         |